# Christian Herwartz
Christian Maria Oskar Herwartz SJ (* 16. April 1943 in Stralsund; † 20. Februar 2022 in Berlin) war ein deutscher römisch-katholischer Ordenspriester, Mitglied des Jesuitenordens, Buchautor und Blogger. Er gilt als Gründer der Straßenexerzitienbewegung.

## Leben
Christian Herwartz war der älteste von sechs Brüdern. Sein Vater Oskar Herwartz (1915–2002) war Soldat; er nahm am Zweiten Weltkrieg teil, u. a. als Kommandant eines U-Boots, und war später Kapitän bei der Bundesmarine. Christian Herwartz' Kindheit und Jugend war gekennzeichnet durch mehrere familiär bedingte Orts- und Schulwechsel; die weiterführende Schule brach er ohne Abitur ab. Nach einem zweijährigen Praktikum im Maschinenbau auf einer Werft in Kiel wurde er Soldat im Heer der Deutschen Bundeswehr und dort Reserveoffizier. 1967 stellte er jedoch den Antrag auf Anerkennung als Kriegsdienstverweigerer. Sein Berufsziel war, als Maschinenbauingenieur in der Entwicklungshilfe tätig zu werden.
1969 holte Herwartz am Collegium Marianum in Neuss das Abitur nach. Im selben Jahr trat er ins Noviziat der Jesuiten ein. Er hatte sich auch mit anderen Ordensgemeinschaften beschäftigt, doch konnte er sich nicht vorstellen, sich wie diese „in einen stark strukturierten Tagesablauf einzufügen, [sich] mit einer Kutte von anderen Menschen abzugrenzen und [sich] in einem Heimatkloster zu verwurzeln“. Wichtig für ihn blieb jedoch die Spiritualität und Lebensweise der Kleinen Brüder. In der Ausbildungszeit im Jesuitenorden absolvierte er vierwöchige Ignatianische Exerzitien und machte die vom Orden vorgesehenen „Experimente“ in einem Krankenhaus, in der Psychiatrie und in Form eines längeren Aufenthalts unter Wohnungslosen. Nach dem Noviziat studierte er zwei Jahre an der Hochschule für Philosophie des Jesuitenordens in Pullach (1971 nach München verlegt) und dann bis zum Abschlussexamen 1975 Theologie an der Philosophisch-Theologischen Hochschule Sankt Georgen in Frankfurt am Main. Einen Schwerpunkt bildete die Theologie der Befreiung. Seine Abschlussarbeit trug den Titel In das Gespräch mit der Geschichte treten – Eine Auseinandersetzung mit den geistlichen Übungen von Ignatius von Loyola. Bereits 1971 entstand im Gespräch mit dem mit ihm befreundeten Mitstudenten und Jesuiten Michael Walzer der Plan, in der Arbeitswelt tätig zu werden. Beide setzten das mehrfach schon während der Studienzeit um. Herwartz hatte wegen eines Umzugs der Jesuitenhochschule von Pullach nach München den LKW-Führerschein erworben und war wiederholt als LKW-Fahrer tätig.

## Arbeiterpriester
Ab 1975 lebte Christian Herwartz in einer Jesuitenkommunität in Toulouse, um die Arbeiterpriester-Bewegung kennenzulernen, arbeitete als Fahrer und Träger in einem Umzugsunternehmen und dann als Pressenführer in der Aluminiumbranche. 1976 wurde er in Frankfurt am Main zum Priester geweiht, hielt dies aber gegenüber seinem Betrieb geheim. 1977 wurde ihm gekündigt, weil er in die Gewerkschaft eingetreten war. In Straßburg absolvierte er anschließend eine Umschulung zum Dreher und arbeitete in diesem Beruf in Paris bei einem Zeitarbeitsunternehmen.

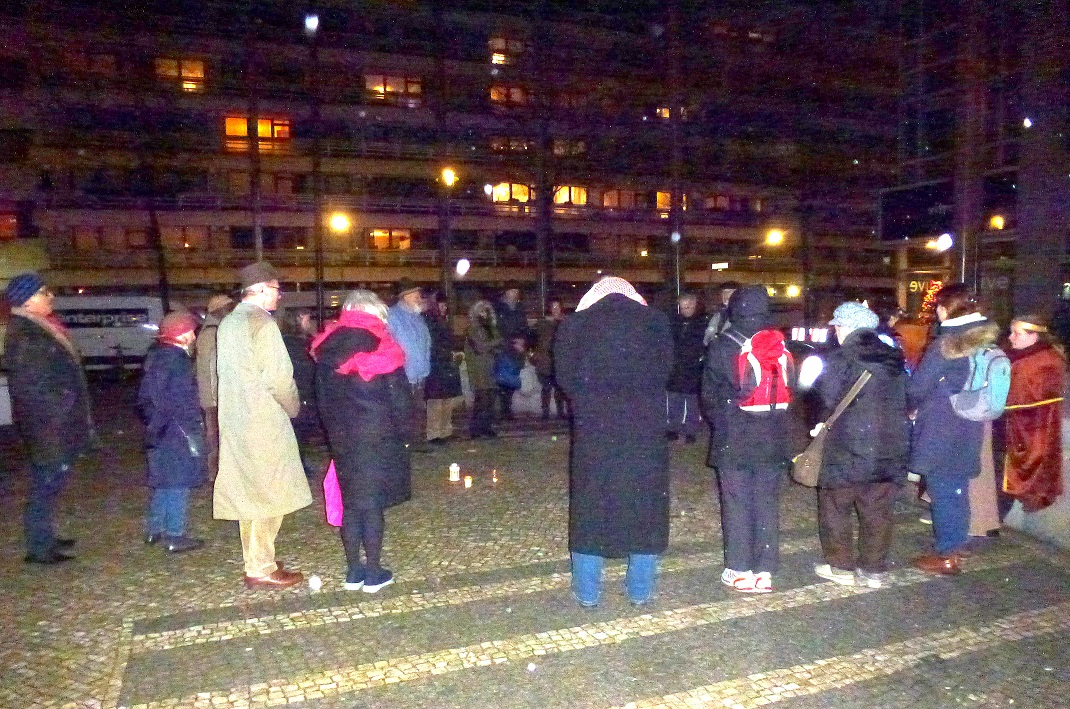
Friedensgebet auf dem Bethlehemkirchplatz in Berlin (2019)

Herwartz war ab 1978 als Dreher bei Siemens in Berlin tätig und lebte in einer von ihm mitgegründeten Jesuiten-Kommunität. 1987/88 verbrachte er das jesuitische Tertiat als Abschluss seiner Ausbildung im Orden in Trosly-Breuil in Nordfrankreich. In dieser Zeit durchlebte er – auch infolge des Todes von Michael Walzer – eine persönliche und religiöse Lebenskrise, die er als „Jesusverlust“ beschrieb. Ab 1988 wohnte er wieder in der Kommunität in der Naunynstraße in Berlin und arbeitete als Dreher, später als Lagerarbeiter bei Siemens. Die Arbeit ermöglichte Herwartz den Kontakt zu ärmeren Bevölkerungsschichten und erlaubte gleichzeitig, den christlichen Glauben in ein atheistisches Umfeld zu tragen. Als Arbeiterpriester wollte er in der antireligiösen oder antikirchlichen Umgebung der Fabrik als Priester unerkannt bleiben; er sah seine Berufung damals nicht darin, mit einem „Wortauftrag“ aufzutreten, sondern durch Mitleben und -arbeiten solidarisch zu sein. Im Interview mit Christine Wollowski sagte er: „Ich wollte in meinem Leben nie vorrangig professionell, distanziert als Helfer oder Seelsorger tätig sein. Deshalb wurden die Fragen der anderen auch oft zentral meine eigenen.“
2000 wurde Herwartz arbeitslos und verrentet. Mit dem Ausscheiden aus dem Beruf begann er, seine religiöse Existenz und Lebensform in Buchform und im Internet darzustellen und öffentlich zu machen. Er trug zahlreiche Tattoos am Körper, viele zu biblischen Symbolen und Geschichten, in denen er seinen Glauben zum Ausdruck bringen wollte.

## Kommunität in Berlin-Kreuzberg
1978 gründete er mit den Jesuiten Michael Walzer († 1986) und dem Ungarn Peter Mustó (bis 1979) in Berlin eine Kommunität unter Arbeitern, zunächst in einem Arbeiterwohnheim in Wedding. Diese Jesuiten-Statio zog mehrfach um, erst in eine Ausländerunterkunft, ab Ostern 1979 in eine Wohnung in Kreuzberg und 1984 in die Naunynstraße.
1980 kam der Schweizer Jesuit Franz Keller († 2014) dazu. Das Projekt begann mit Unterstützung der Leitung des Ordens, wenn auch im Orden nicht immer ohne Kritik und Widerstände. Die Kommunität verstand sich als geistliche Gemeinschaft, die jederzeit offen für Gäste und Mitbewohner war. Herwartz und Keller hatten kein eigenes Zimmer als Rückzugsraum, sondern lebten in der Wohngemeinschaft in Mehrbettzimmern. 
Mitte 2007 zog Kunstbruder Christian Schmidt SJ in die Wohnung über der Wohngemeinschaft, Ende des Jahres auch noch der Jesuitenpater Andreas Reichwein SJ, der bis Ende 2009 blieb. Drei weitere Wohnungen in der Naunynstraße 60 waren 2007 durch Freunde der Kommunität angemietet, welche in dieser Zeit einen Höhepunkt in ihrer Entwicklung erlebte. 
Bis 2010 zählte man rund 400 Personen aus über 60 Ländern und verschiedenen Religionen, die dort eine kürzere oder längere Zeit mitlebten, im Durchschnitt etwa 16 Personen gleichzeitig, darunter Haftentlassene, Obdachlose oder Menschen mit psychischen Auffälligkeiten. Aus diesem Lebenszusammenhang heraus wurden immer wieder Friedensgebete an verschiedenen Orten in Berlin gehalten, so ab dem 22. Mai 2002 unter maßgeblicher Beteiligung von Christian Herwartz ein monatliches interreligiöses Friedensgebet auf dem Gendarmenmarkt.
2016 zog sich Herwartz nach dem Tod des langjährigen Mitstreiters Franz Keller aus Altersgründen aus der Kommunität in der Naunynstraße zurück. Ab März 2020 lebte er in der Seniorenkommunität Peter-Faber-Haus der Jesuiten in Berlin-Kladow. Er starb am 20. Februar 2022 im Alter von 78 Jahren im Gemeinschaftskrankenhaus Havelhöhe in Berlin-Kladow an den Folgen einer Operation.

## Gesellschaftliches Engagement
Herwartz engagierte sich für Gefangene und beteiligte sich an politischen Diskussionen mit Gefangenen. Zweimal musste er selbst Haftstrafen antreten, 1987 wegen des Boykotts der Volkszählung und 1997 wegen Beleidigung eines Polizeibeamten bei einer Demonstration vor dem Siemens-Werkstor. Er war Mitglied der Gruppe „Ordensleute gegen Ausgrenzung“, die ab 1995 regelmäßige Mahn- und Gebetswachen vor der Abschiebehaftanstalt in Berlin-Köpenick bis zu ihrer Schließung abhielt.
Von Herwartz organisierte Mahnwachen vor dem Abschiebegewahrsam für Flüchtlinge und Asylbewerber auf dem Betriebsgelände der Flughafen Berlin Brandenburg GmbH in Berlin-Köpenick wurden von der Flughafengesellschaft mit der Begründung verboten, dass sich das Gefängnis auf Privatgelände befinde und die Fläche davor nicht öffentlich sei. In einem Rechtsstreit über mehrere Instanzen erwirkte Herwartz, dass der Bundesgerichtshof am 26. Juni 2015 Demonstrationen vor dem Gefängnis auf dem Gelände des künftigen Großflughafens BER erlaubte, weil ein Verbot ihn in seinem Grundrecht auf Versammlungsfreiheit verletze.

## Exerzitien auf der Straße
Bekannt geworden ist Christian Herwartz durch die Exerzitien auf der Straße. Zusammen mit dem Exerzitienbegleiter Alex Lefrank, ebenfalls Jesuit, führte er von der Kommunität in der Naunynstraße 1998 erstmals Straßenexerzitien für eine Gruppe von drei Teilnehmern aus dem Jesuitenorden durch. 2000 erfolgte das erste offen ausgeschriebene Angebot. Nach seiner Verrentung widmete sich Herwartz verstärkt der Aufgabe, solche Exerzitienkurse zu begleiten, sie konzeptionell zu vertiefen und bekannt zu machen.

## Zitate
„Exerzitien sind Übungen. Was wird geübt? Aufmerksamkeit. Auf was? Auf das Leben im anderen und in mir selber. Ich suche Gott, wo immer er mir begegnen will.“

## Ehrungen und Auszeichnungen
- 2008: Verdienstorden der Bundesrepublik Deutschland (Verdienstmedaille)[30]
- 19. Januar 2013: Ökumenepreis des Ökumenischen Rates Berlin-Brandenburg (ÖRBB)[31]

## Veröffentlichungen
- „Fremdarbeiter“ in der Bundesrepublik Deutschland. In: Christian Herwartz u. a. (Hrsg.): Damit alle leben können. Matthias-Grünewald-Verlag, Mainz 1973, S. 43–79.
- Exerzitien in städtischen Brennpunkten. In: Geist und Leben 74 (2001), S. 269–302.
- (Hrsg.) Gastfreundschaft – Der ständige Wechsel vom Gast zum Gastgeber und wieder zum Gast. Berlin 2004 (online).
- Auf nackten Sohlen. (= Ignatianische Impulse 18). 2. Auflage, Echter, Würzburg 2010, ISBN 978-3-429-02839-8.
- (Hrsg. mit Renate Trobitzsch) Geschwister erleben. Berlin 2010 (digital)
- Brennende Gegenwart. Exerzitien auf der Straße. (= Ignatianische Impulse 51) Echter, Würzburg 2011, ISBN 978-3-429-03428-3.
- (Hrsg. mit Godehard Brüntrup, Hermann Kügler) Unheilige Macht. Der Jesuitenorden und die Missbrauchskrise. Kohlhammer Verlag, 2. Auflage, Stuttgart 2013, ISBN 978-3-17-023289-1.
- (Mit Sabine Wollowski) Brücke sein. Vom Arbeiterpriester zum Bruder. Edition Steinrich, Berlin 2013, ISBN 978-3-942085-31-1.
- Dem Auferstandenen heute begegnen. Eine Standortbestimmung von Exerzitien auf der Straße. In: Geist und Leben 87 (2014), S. 252–260.
- (Hrsg. mit Maria Jans-Wenstrup, Katharina Prinz, Elisabeth Tollkötter, Josef Freise) Im Alltag der Straße Gottes Spuren suchen. Persönliche Begegnungen in Straßenexerzitien. Neukirchener Verlag, Neukirchen-Vluyn 2016, 2. Auflage 2019, ISBN 978-3-7615-6270-3.
- (Hrsg. mit Nadine Sylla) Einfach ohne. Berlin 2016 (online)
- Freude – Erfahrungen mit Straßenexerzitien. (Hrsg.: Marita Lersner, Klaus Mertes.) Verlag Herder, Freiburg/Breisgau 2024, ISBN 978-3-451-39756-1 (240 S., posthum)